# Will Smallbone
William Anthony Patrick Smallbone, detto Will (Basingstoke, 11 febbraio 2000), è un calciatore inglese naturalizzato irlandese, centrocampista del Southampton e della nazionale irlandese.

## Biografia
Nato in Inghilterra, sua madre è irlandese.
Nel 2021 gli è stata diagnosticata l'alopecia durante la fase di recupero dal problema al crociato.

## Caratteristiche tecniche
È un centrocampista centrale, che viene impiegato come regista e abile nel pressing in fase offensiva.

## Carriera

### Club
Cresciuto nel settore giovanile del Southampton, ha percorso tutta la trafila delle giovanili venendo promosso in prima squadra in vista della stagione 2019-2020. Ha debuttato il 4 gennaio 2020 disputando l'incontro di FA Cup vinto 2-0 contro l'Huddersfield Town, match sbloccato proprio grazie ad una sua rete.
Il 21 febbraio ha firmato il primo contratto professionistico con il club biancorosso ed il giorno seguente ha esordito anche in Premier League in occasione dell'incontro vinto 2-0 contro l'Aston Villa. Il 10 giugno ha rinnovato il suo contratto coi Saints fino al 2024.
Il 16 gennaio 2021, Smallbone s'infortunia al legamento anteriore del crociato in una sconfitta per 2-0 contro il Leicester City. Per questo motivo si pensava che l'infortunio l'avrebbe tenuto fuori dai campi da gioco per almeno sei mesi.
Il 26 ottobre 2021, Smallbone ritorna subentrando a Stuart Armstrong nella sconfitta del Southampton nei confronti del Chelsea finita ai calci di rigori, in cui Smallbone ha sbagliato il proprio tiro dal dischetto.
Il 23 luglio 2022 viene ceduto in prestito allo Stoke City.

### Nazionale
Dopo avere rappresentato le selezioni giovanili under-18, 19 e 21 dell'Irlanda, il 23 marzo 2023 esordisce con la nazionale maggiore nell'amichevole vinta 3-2 contro la Lettonia.

## Statistiche
Statistiche aggiornate al 26 maggio 2024.

### Presenze e reti nei club
| Stagione           | Squadra            | Campionato         | Campionato | Campionato | Coppe nazionali | Coppe nazionali | Coppe nazionali | Coppe continentali | Coppe continentali | Coppe continentali | Altre coppe | Altre coppe | Altre coppe | Totale | Totale | Totale |
| Stagione           | Squadra            | Comp               | Pres       | Reti       | Comp            | Pres            | Reti            | Comp               | Pres               | Reti               | Comp        | Pres        | Reti        | Pres   | Reti   |        |
| ------------------ | ------------------ | ------------------ | ---------- | ---------- | --------------- | --------------- | --------------- | ------------------ | ------------------ | ------------------ | ----------- | ----------- | ----------- | ------ | ------ | ------ |
| 2019-2020          | Southampton        | PL                 | 9          | 0          | FACup+CdL       | 1+0             | 1+0             |                    | -                  | -                  |             | -           | -           | 10     | 1      |        |
| 2020-2021          | Southampton        | PL                 | 3          | 0          | FACup+CdL       | 0               | 0               |                    | -                  | -                  |             | -           | -           | 3      | 0      |        |
| 2021-2022          | Southampton        | PL                 | 4          | 0          | FACup+CdL       | 2+1             | 0               |                    | -                  | -                  |             | -           | -           | 7      | 0      |        |
| 2022-2023          | Stoke City         | FLC                | 43         | 3          | FACup+CdL       | 2+1             | 0               |                    | -                  | -                  |             | -           | -           | 46     | 3      |        |
| 2023-2024          | Southampton        | FLC                | 43+3       | 6+1        | FACup+CdL       | 4+0             | 0               |                    | -                  | -                  |             | -           | -           | 50     | 7      |        |
| Totale Southampton | Totale Southampton | Totale Southampton | 59+3       | 6+1        |                 | 8               | 1               |                    | -                  | -                  |             | -           | -           | 70     | 8      |        |
| Totale carriera    | Totale carriera    | Totale carriera    | 105        | 10         |                 | 11              | 1               |                    | -                  | -                  |             | -           | -           | 116    | 11     |        |

### Cronologia presenze e reti in nazionale
| Cronologia completa delle presenze e delle reti in nazionale ― Irlanda | Cronologia completa delle presenze e delle reti in nazionale ― Irlanda | Cronologia completa delle presenze e delle reti in nazionale ― Irlanda | Cronologia completa delle presenze e delle reti in nazionale ― Irlanda | Cronologia completa delle presenze e delle reti in nazionale ― Irlanda | Cronologia completa delle presenze e delle reti in nazionale ― Irlanda | Cronologia completa delle presenze e delle reti in nazionale ― Irlanda | Cronologia completa delle presenze e delle reti in nazionale ― Irlanda |
| Data                                                                   | Città                                                                  | In casa                                                                | Risultato                                                              | Ospiti                                                                 | Competizione                                                           | Reti                                                                   | Note                                                                   |
| ---------------------------------------------------------------------- | ---------------------------------------------------------------------- | ---------------------------------------------------------------------- | ---------------------------------------------------------------------- | ---------------------------------------------------------------------- | ---------------------------------------------------------------------- | ---------------------------------------------------------------------- | ---------------------------------------------------------------------- |
| 22-3-2023                                                              | Dublino                                                                | Irlanda                                                                | 3 – 2                                                                  | Lettonia                                                               | Amichevole                                                             | -                                                                      | 82’                                                                    |
| 16-6-2023                                                              | Atene                                                                  | Grecia                                                                 | 2 – 1                                                                  | Irlanda                                                                | Qual. Euro 2024                                                        | -                                                                      | 53’                                                                    |
| 19-6-2023                                                              | Dublino                                                                | Irlanda                                                                | 3 – 0                                                                  | Gibilterra                                                             | Qual. Euro 2024                                                        | -                                                                      | 72’                                                                    |
| 10-9-2023                                                              | Dublino                                                                | Irlanda                                                                | 1 – 2                                                                  | Paesi Bassi                                                            | Qual. Euro 2024                                                        | -                                                                      | 74’                                                                    |
| 13-10-2023                                                             | Dublino                                                                | Irlanda                                                                | 0 – 2                                                                  | Grecia                                                                 | Qual. Euro 2024                                                        | -                                                                      | 10’ 70’                                                                |
| 23-3-2024                                                              | Dublino                                                                | Irlanda                                                                | 0 – 0                                                                  | Belgio                                                                 | Amichevole                                                             | -                                                                      | 86’                                                                    |
| 26-3-2024                                                              | Dublino                                                                | Irlanda                                                                | 0 – 1                                                                  | Svizzera                                                               | Amichevole                                                             | -                                                                      | 57’                                                                    |
| 4-6-2024                                                               | Dublino                                                                | Irlanda                                                                | 2 – 1                                                                  | Ungheria                                                               | Amichevole                                                             | -                                                                      |                                                                        |
| 11-6-2024                                                              | Aveiro                                                                 | Portogallo                                                             | 3 – 0                                                                  | Irlanda                                                                | Amichevole                                                             | -                                                                      | 83’                                                                    |
| 7-9-2024                                                               | Dublino                                                                | Irlanda                                                                | 0 – 2                                                                  | Inghilterra                                                            | UEFA Nations League 2024-2025 - 1º turno                               | -                                                                      | 75’                                                                    |
| 10-9-2024                                                              | Dublino                                                                | Irlanda                                                                | 0 – 2                                                                  | Grecia                                                                 | UEFA Nations League 2024-2025 - 1º turno                               | -                                                                      |                                                                        |
| 6-6-2025                                                               | Dublino                                                                | Irlanda                                                                | 1 – 1                                                                  | Senegal                                                                | Amichevole                                                             | -                                                                      | 81’                                                                    |
| 10-6-2025                                                              | Lussemburgo                                                            | Lussemburgo                                                            | 0 – 0                                                                  | Irlanda                                                                | Amichevole                                                             | -                                                                      | 57’                                                                    |
| Totale                                                                 |                                                                        | Presenze                                                               | 13                                                                     |                                                                        | Reti                                                                   | 0                                                                      |                                                                        |